# Alnus mairei
Alnus mairei är en björkväxtart som beskrevs av Augustin Abel Hector Léveillé. Alnus mairei ingår i släktet alar, och familjen björkväxter. Inga underarter finns listade.